# 蔡晟
蔡晟（1971年11月12日—），是已退役的中国足球运动员，身材高大头球能力出众，曾经有“亚洲第一高中锋”的美誉。
蔡晟凭借身高的优势，从徐根宝的国二队、国奥队到施拉普纳的国家队，一直都是锋线一高一快战术安排重要的人员，他在国际比赛中多次有帽子戏法甚至单场连进五球的出色表现。
1994年中国第一届职业联赛开始，蔡晟却因为没有通过体能测试而整年无缘比赛。次年他通过体测，但是武钢却只是甲B球队，结果他以24岁的前国脚身份成为联赛最佳射手，不过赛季后由于俱乐部不同意仍无法转会。1998年，武汉终于升入顶级联赛，蔡晟成为联赛射手榜第四，时隔四年又入选国家队名单，但是就在此时他的母亲却病危，他不得不放弃参赛机会照顾母亲，从此彻底与国家队无缘。
2008年，蔡晟曾作为主教练率领温州明日参加乙级联赛，但是战绩不佳中途离任。2009年，殷立华出任青岛海利丰主教练时，任命蔡晟为助理教练，其后接任青岛海利丰主教练。